# 竹田志郎
竹田 志郎（たけだ しろう、1934年1月1日 - ）は、日本の経営学者。横浜国立大学名誉教授。

## 略歴
東京市（現台東区）生まれ。1957年明治大学商学部卒業、1959年同大学院商学研究科修士課程修了。ニューヨーク日本軽機械センター勤務、貿易研修センター（IIST）助教授、大東文化大学経済学部助教授、教授、経済学部長、横浜国立大学経営学部教授、1999年定年退官、名誉教授、日本大学国際関係学部教授。

## 著書
- 『国際企業の経営管理』中央経済社　1966
- 『THIS U.S.A.  ビジネスマンのアメリカ学入門』誠文堂新光社 ブレーン・ブックス 1968
- 『国際マーケティング メイド・イン・ジャパンはゆく』日本経済新聞社 日経新書 1970
- 『ユダヤ・ビジネス 透徹した金銭哲理と行動』ダイヤモンド社 1972
- 『多国籍企業の支配行動』中央経済社 1976
- 『日本企業の国際マーケティング』同文館出版 1985
- 『多国籍企業の新展開 進出と撤退の論理』森山書店 大東文化大学経理研究所研究叢書 1987
- 『国際戦略提携』同文館出版 1992
- 『多国籍企業と戦略提携』文眞堂 1998
- 『多国籍企業の競争行動』文眞堂 2006
- 『グローバルビジネスとアメリカ・ユダヤ人 その思想と行動の解明』文眞堂 2015
- 『グローバル化の進展と市場開発　多国籍企業の競争と「協調」』文眞堂　2022

### 共編著
- 『外資系企業』山崎清共著 教育社新書 産業界シリーズ 1976
- 『テキストブック国際経営』山崎清共編 有斐閣ブックス　1982
- 『経済摩擦と多国籍企業』編 多国籍企業研究会著 同文館出版 1988
- 『国際経営論 日本企業のグローバル化と経営戦略』島田克美共編著 ミネルヴァ書房 1992
- 『国際経営論』編著 中央経済社 1994
- 『国際標準と戦略提携 新しい経営パラダイムを求めて』内田康郎,梶浦雅己共著 中央経済社 2001
- 『21世紀多国籍企業の新潮流』小林規威,安室憲一共監修 多国籍企業研究会編 ダイヤモンド社 2003
- 『新・国際経営』編著 文眞堂 2003
- 『日本企業のグローバル市場開発』編著 中央経済社 2005

## 論文
- <竹田志郎